# Characoma excurvata
Characoma excurvata är en fjärilsart som beskrevs av Louis Beethoven Prout 1922. Characoma excurvata ingår i släktet Characoma och familjen trågspinnare. Inga underarter finns listade i Catalogue of Life.